# 洛哈
洛哈（西班牙語：Loja），是西班牙安达卢西亚自治区格拉纳达省的一个市镇。总面积448平方公里，总人口21136人（2014年），人口密度45人/平方公里。

## 友好城市
- 法國 埃尔蒙